# Miejski Park Solidarności w Ełku
Park Solidarności (dawniej Park Królowej Luizy) – zabytkowy park miejski, położony w centrum Ełku między kwadratem ulic Mickiewicza, Małeckich, Armii Krajowej i 3 maja, odrestaurowany w 2009 roku.

## Historia

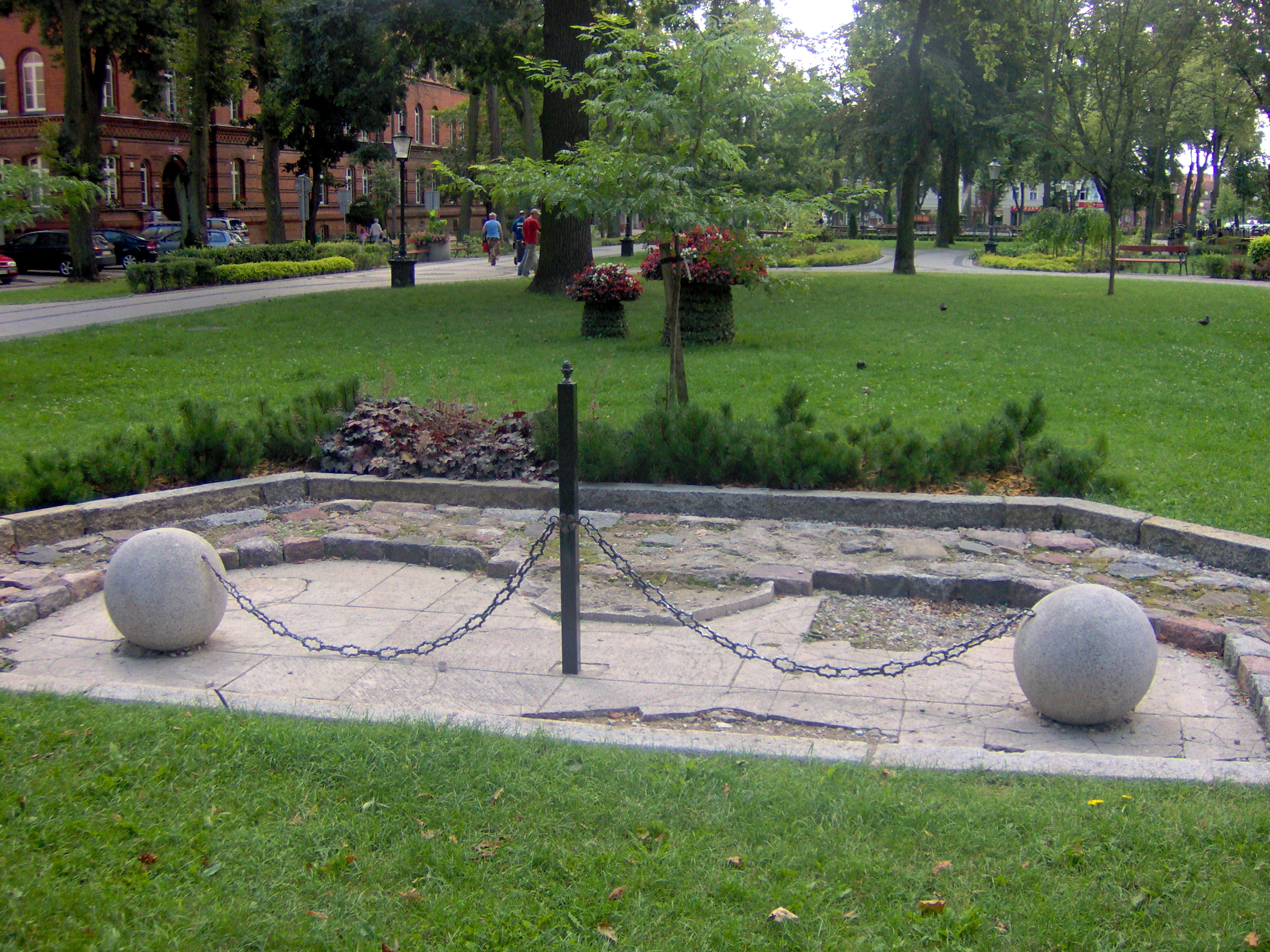
Szczątki Pomnika Regimentu Piechoty Feldmarschałka Hindenburga

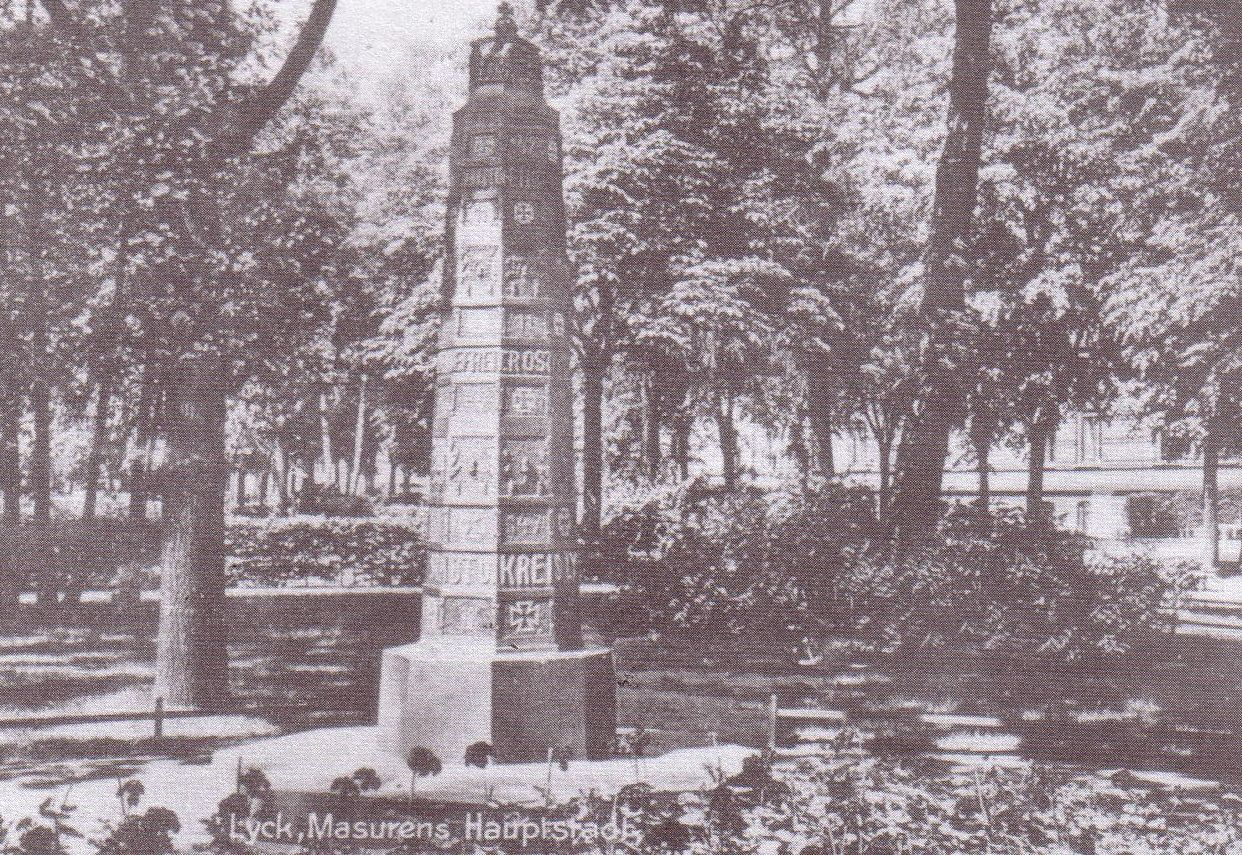
Nieistniejąca już Kolumna Hindenburga, postawiona w czasie I wojny światowej

Park został założony z inicjatywy Związku Upiększania Miast na przełomie XIX i XX wieku; jest cennym punktem na zabytkowej mapie miasta Ełk. Centralnym i najcenniejszym punktem parku jest zabytkowa fontanna istniejąca od momentu jego powstania. Na dwóch przeciwległych krańcach parku znajdują się dwa pomniki. W północnej części, od ulicy Mickiewicza, wzniesiony jest pomnik wdzięczności z 1965 roku W 20 rocznicę powrotu ziemi mazurskiej do Polski, w hołdzie walczącym i poległym o polskość tej ziemi, o jej wyzwolenie i utrwalenie władzy ludowej. W 2001 roku poddany renowacji. Obecnie widnieje na nim napis Poległym za Wolną i Niezawisłą Polskę. Przy tym pomniku odbywają się główne uroczystości państwowe oraz kościelne. W części południowej, od strony ulicy Armii Krajowej, znajduje się pomnik ludowego poety i działacza mazurskiego Michała Kajki dłuta Balbiny Świtycz-Widackiej, postawiony w 1958 roku. W trakcie renowacji parku natrafiono na fundamenty dawnego Pomnika Regimentu Piechoty Feldmarszałka Hindenburga. Pierwszy pomnik stanął w Parku Królowej Luizy w okresie I wojny światowej. Była to Hindenburgsäule (Kolumna Hindenburga). Później po obu stronach parku odsłonięte zostały pomniki na cześć poległych dragonów i piechoty ełckiego garnizonu. Fragmenty Pomnika Regimentu Piechoty Feldmarszałka Hindenburga zostały zabezpieczone w miejscu ich odkrycia.

## Przyroda
W obrębie całego parku znajduje się 146 drzew i krzewów liściastych i iglastych. Do najstarszych drzew należą szpalery graniczne z lip drobnolistnych i rosnące wewnątrz parku – lipy, kasztanowce białe rosnące wokół fontanny, dęby szypułkowe, buk pospolity, jesion wyniosły, klony pospolite oraz modrzewie europejskie; dominują drzewa liściaste – 63% drzewostanu. Dominują gatunki rodzime – drzewa, które zostały posadzone na cześć cesarzy Fryderyka III i Wilhelma I.
 Pomniki przyrody : 
- dwa buki pospolite (Fagus sylvatica) – dwa zrośnięte drzewa: Adam – obwód 2,40 m, wysokość 22 m – i Ewa – obwód 1,70 m, wysokość 22 m (nry ewid 525 i 526)
- klon jawor (Acer pseudoplatanus) – obwód 2,37 m, wysokość 18 m
- dąb szypułkowy (Quercus robur) – obwód 2,70 m, wysokość 26 m
- buk pospolity (Fagus sylvatica) – obwód 2,75 m, wysokość 24 m

## Położenie

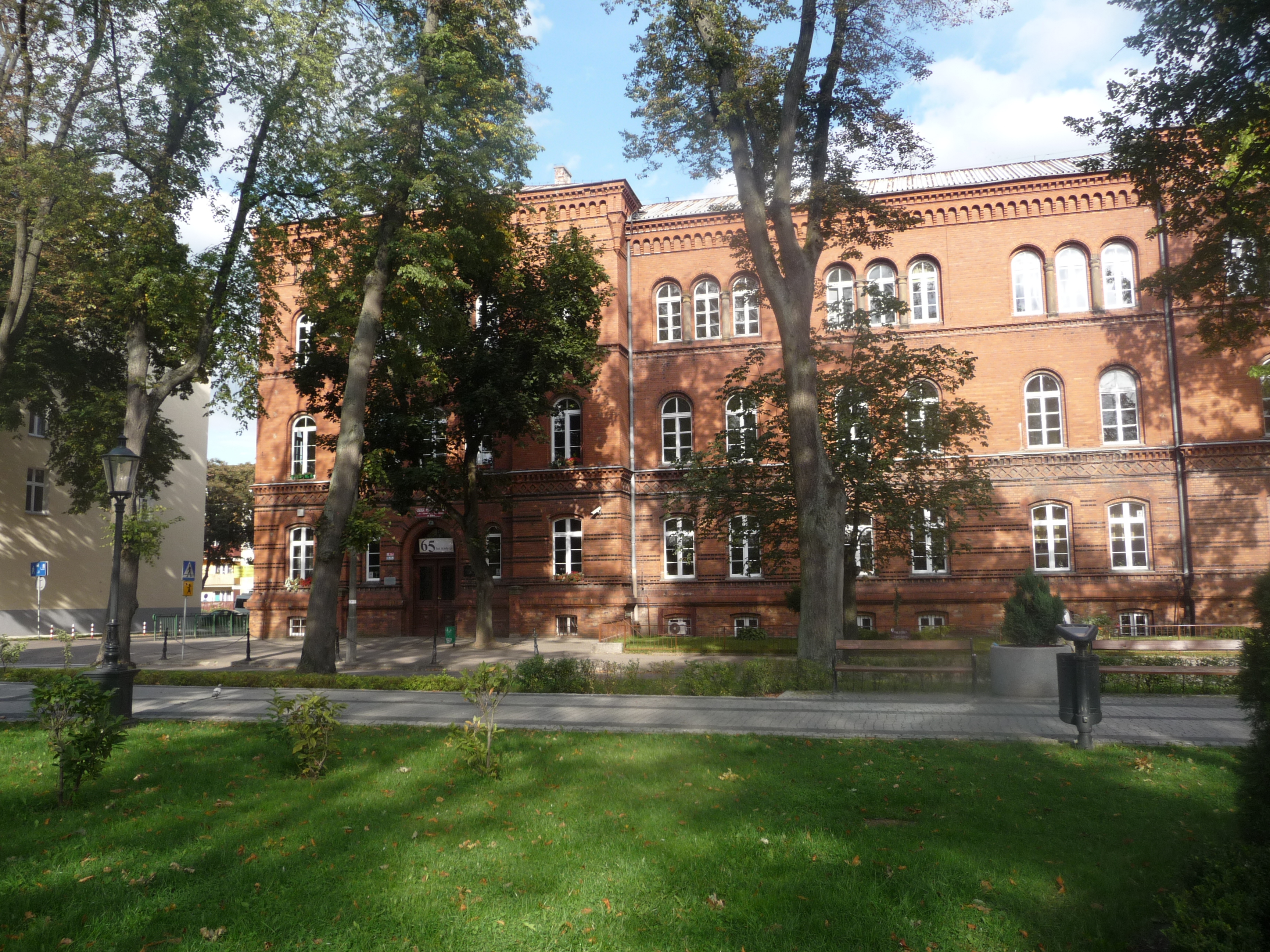
Gmach Szkoły Podstawowej nr 2 oraz fragment parku

W bezpośrednim otoczeniu parku wzdłuż ulic 3 Maja i Małeckich znajdują się zabytkowe kamienice, w których mieszczą się lokale mieszkalne, punkty handlowo-usługowe, radio i siedziby organizacji pozarządowych, oraz, także zabytkowe:
- kościół Chrześcijan Baptystów
- gmach Sądu Rejonowego
- gmach szkoły podstawowej i gimnazjum
- Muzeum Historyczne w Ełku

## Nazwa
W 1913 roku, w setną rocznicę wojny wyzwoleńczej z Napoleonem, nastąpiło uroczyste nadanie imienia, park otrzymał imię Królowej Luizy – żony Fryderyka Wilhelma III, króla pruskiego. Urodziła się jako Luise Augusta Wilhelmina Amalia von Mecklemburg-Strelitz w 1776 roku w Hanowerze. Zachwycała swoją bezpretensjonalnością i łamiącym wszelkie konwencje dworskie stylem życia. Była nietuzinkowej urody kobietą, która zasłynęła głównie ze swojej działalności dobroczynnej. Zmarła w wieku 34 lat. Fryderyk Wilhelm III ustanowił Order Luizy przyznawany nad chorymi i ułomnymi. Nazwa Parku Królowej Luizy przetrwała do 4 października 2000 roku, w tym dniu Rada Miasta Ełk zmieniła nazwę na Park Solidarności.

## Modernizacja
Przebudowa parku która kosztowała 3,5 mln PLN – objęła wykonanie alejek, montaż 25 ozdobnych latarni, wymianę ławek i poidełek ze źródlaną wodą, utworzenie miejsca na scenę plenerową, renowację pomnika Michała Kajki i XIX-wiecznej fontanny, a także podświetlenie niektórych drzew.

## Galeria

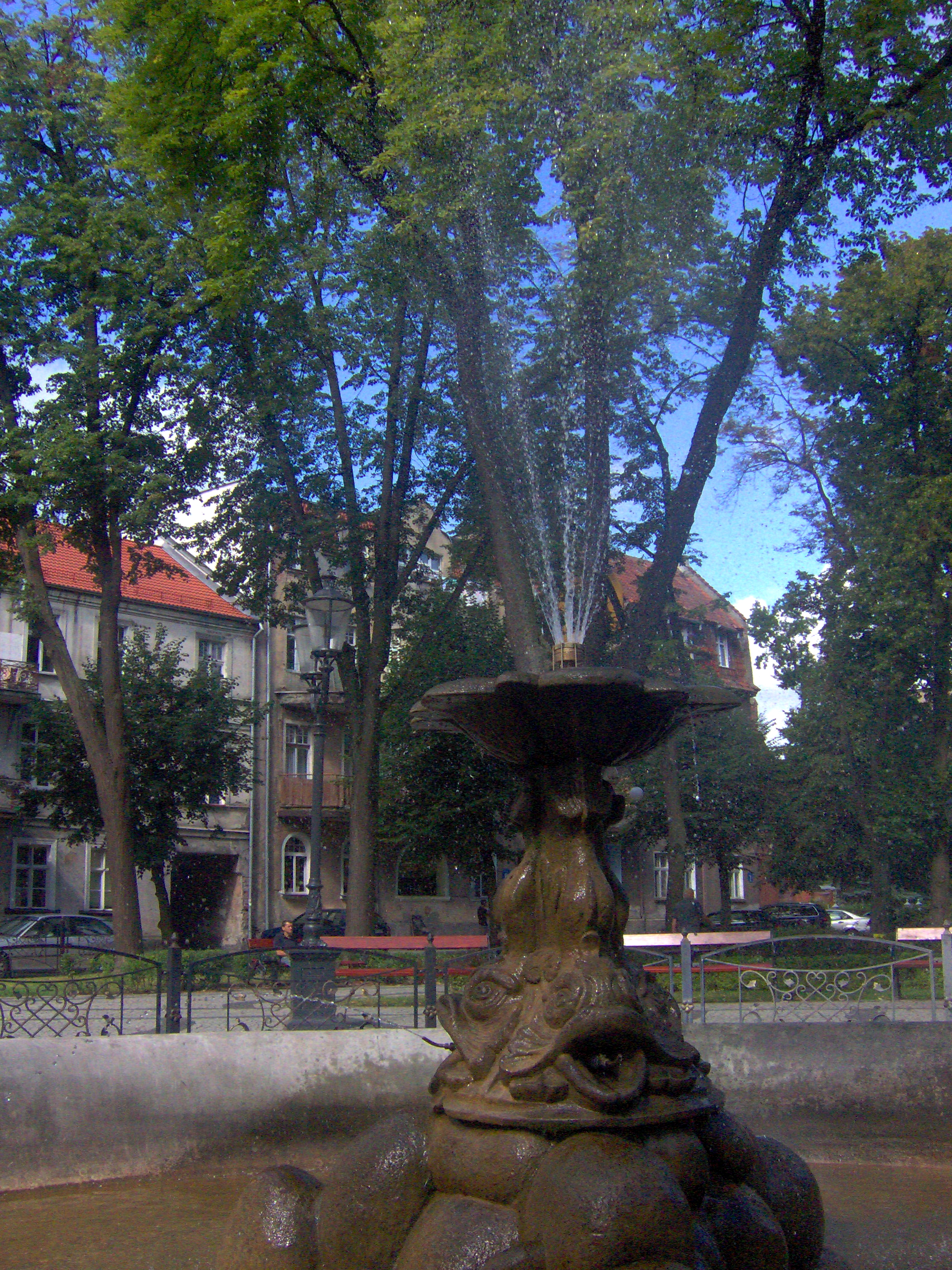
Fontanna
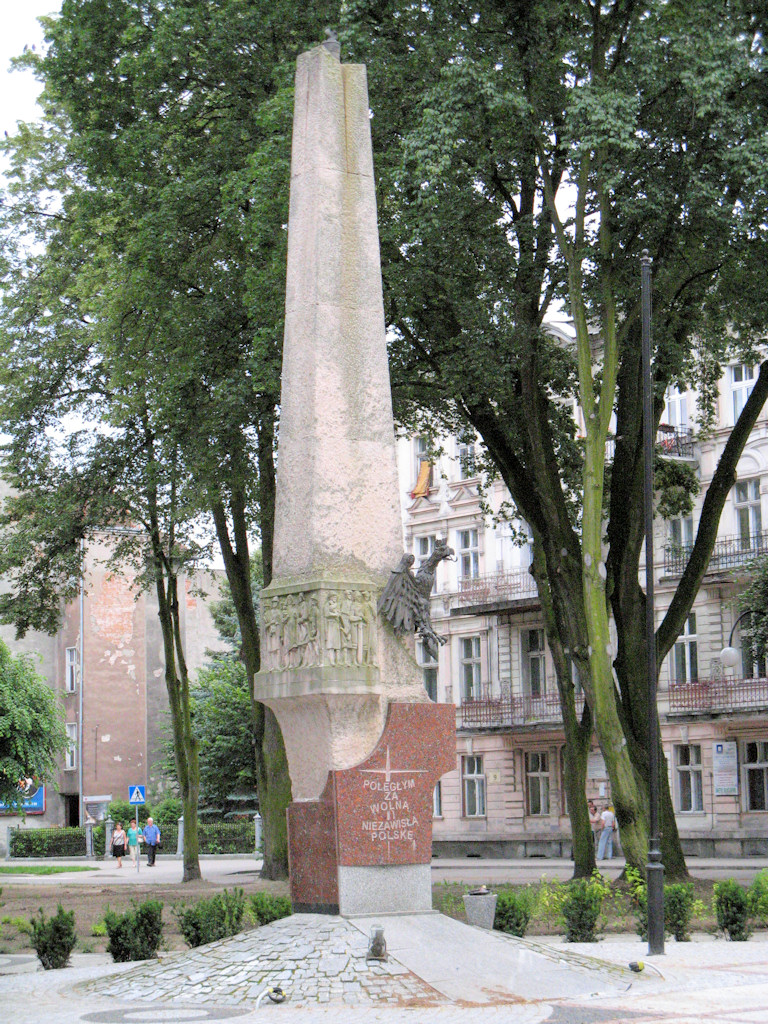
Pomnik "Poległym za wolną i niezawisłą Polskę"
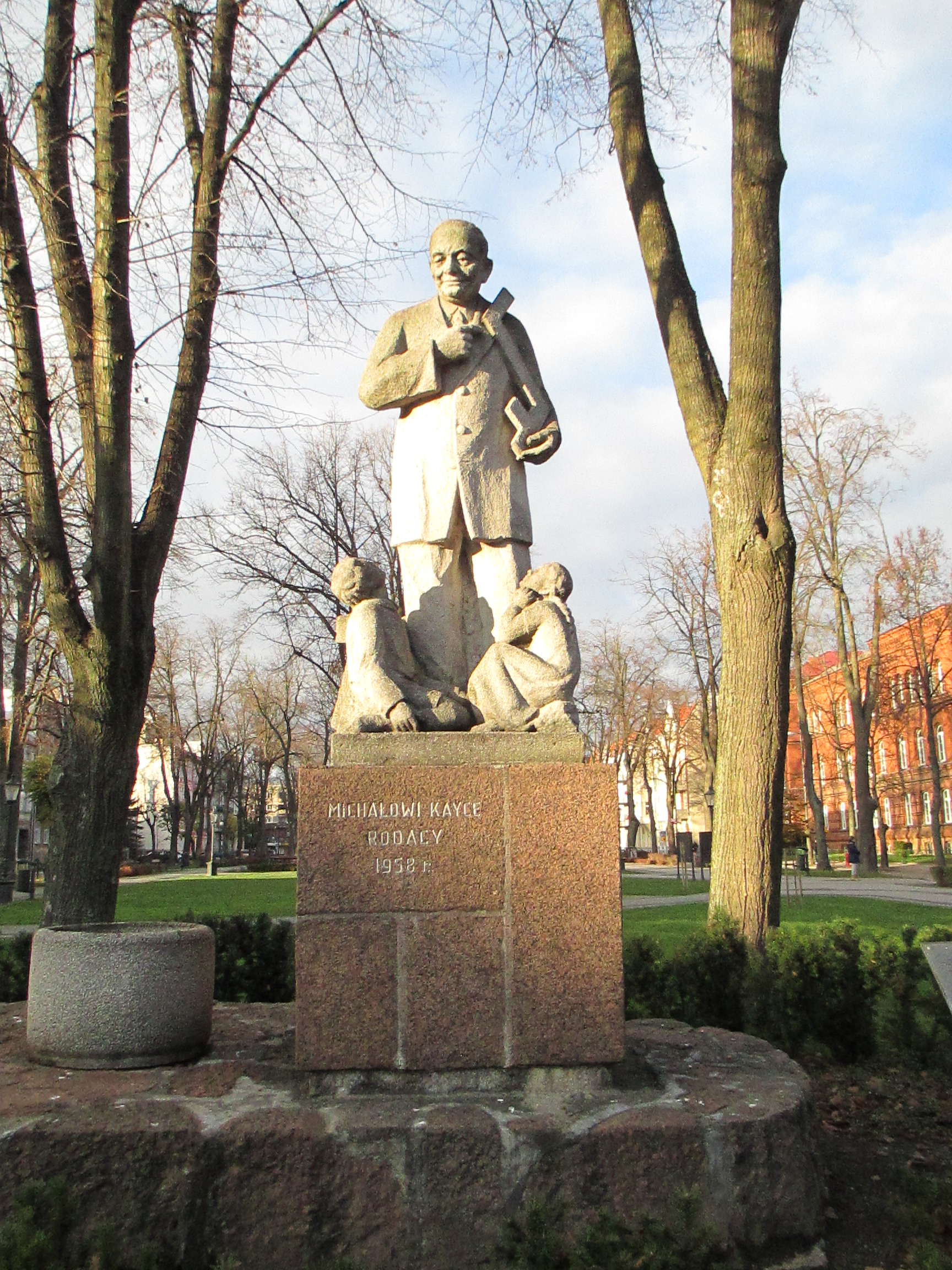
Pomnik Michała Kajki